# 할슈타트 문화
할슈타트 문화는 중앙유럽에서 청동기 시대 후기(기원전 12 세기 이후)의 언필드 문화에서 발전하여 철기 시대 초기(기원전 8 세기에서 기원전 6 세기)에 걸친 주류 문화이다. 이 후 거의 대부분의 중앙유럽은 라텐 문화로 전환 되었다. 명칭은 오스트리아 잘츠부르크주 남동 호수 마을 잘츠카머구트에 있는 할슈타트에서 유래한다.

## 개요
초기의 철기문화는 오스트리아를 중심으로 남유럽에 퍼져 있었다. 고온으로 대량의 광석을 용해하는 기술이 없었기 때문에 단철을 만들어 냈다. 그래서 칼·도끼 등은 철제였으나, 투구 같은 주조물은 청동이었다. 쟁기가 이용되고 농업생산력이 향상되어, 사회 분화가 이루어져 갔다. 발칸반도의 일리리아 취락 유적은 출토품이 드문 촌락과, 유적이 풍부한 고지대의 성채로 되었고, 특권적 귀족의 형성을 생각하게 한다. 광물 자원이 풍부했던 이베리아에서는 전설적인 타르테소스가 번영했다.

## 연대기

할슈타트 소금 광산의 구간

1902년의 파울 라이네케의 시간 계획에 따르면, 청동기 시대 후기와 초기 철기 시대는 4개의 기간으로 나뉜다.
청동기 시대 언필드 문화:
- HaA (기원전 1200-1050 년)
- HaB (기원전 1050-800년)

초기 철기 시대 할슈타트 문화:
- HaC (기원전 800-620년)
- HaD (기원전 620-450년)[2]

파울 라이네케는 독일 남부에서 발견된 자료를 연대순으로 구분했다.
이미 1881년까지 오토 티쉴러는 독일 남부의 무덤에서 발견된 브로치에 기초하여 북부 알프스의 철기 시대를 유추했다.

### 절대 연대 측정

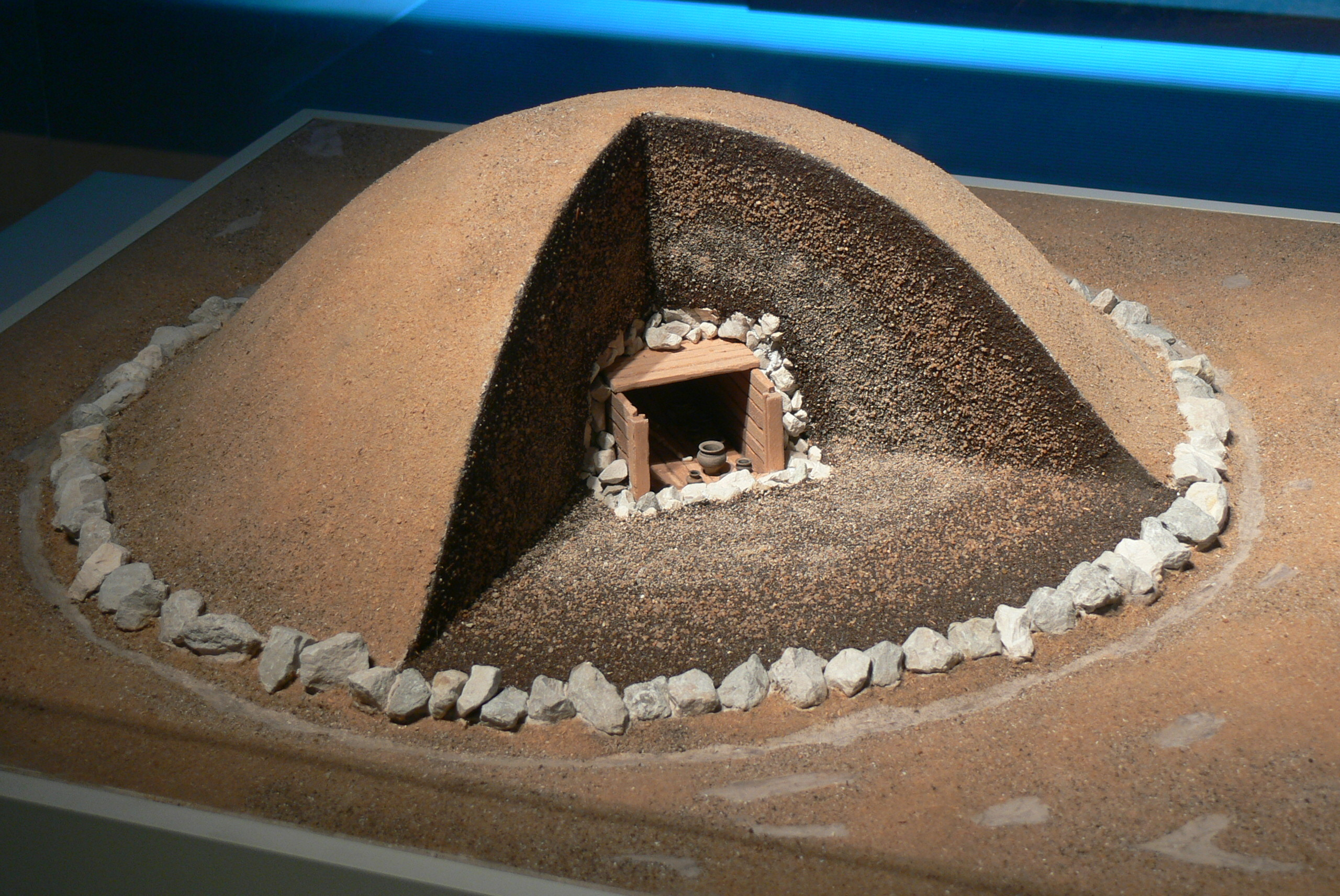
할슈타트 수레 무덤 모델

소위 ‘할슈타트 고원’으로 인해 초기 철기 시대에 방사성 탄소 연대 측정을 사용하는 것이 어려운 것으로 입증되었다. 할슈타트 고원(Hallstatt-Plateau)은 기원전 750년에서 400년 사이에 측정한 날짜가 측정의 정밀도에 관계없이 동일한 결과를 나타내는 현상이다. 그러나 흔들기 일치 기술과 같은 해결 방법이 있다. 따라서 이 기간의 연대 측정은 주로 연륜연대학과 상대 연대 측정에 기반을 두고 있다.
HaC의 시작을 위해 베링엔의 수레 무덤(Landkreis Augsburg)의 나무 조각은 기원전 778 ± 5(Grave Barrow 8)의 견고한 연대측정을 제공한다.
HaC에 대한 오래된 수목연대가 누락되었음에도 불구하고, BC 800년경 철광석 처리 기술의 도착과 함께 할슈타트 시대가 시작된다는 관습이 남아 있다.

### 상대 연대 측정
HaC는 민델하임형 도검, 쌍안 브로치, 하프 브로치, 아치형 브로치의 존재 여부에 따라 연대가 측정된다.
빠르게 변화하는 브로치 패션에 따라 HaD를 3단계(D1-D3)로 나눌 수 있었다. HaD1에서는 뱀 브로치가 우세했고, HaD2에서는 드럼 브로치가 더 자주 나타나고, HaD3에서는 이중 드럼과 장식된 발 브로치가 나타난다.
라텐 시대로의 전환은 종종 체르토사(Certosa) 유형과 마르차보토(Marzabotto) 유형 브로치와 함께 최초의 동물 모양 브로치의 출현과 관련이 있다.

## 같이 보기
- 철기 시대의 도검